# ブルターニュ (アンドル県)
ブルターニュ （Bretagne）は、フランス、サントル＝ヴァル・ド・ロワール地域圏、アンドル県のコミューン。

## 地理
県北部に位置し、自然上の地方区分であるシャンパーニュ・ベリションヌ地方に属する。シャトールー都市圏に含まれる。
コミューンを県道37号線と926号線が通る。最寄りの鉄道駅は、20km離れたヌヴィー・パイユー駅か、27km離れたシャトールー駅である。

## 人口統計
| 1962年 | 1968年 | 1975年 | 1982年 | 1990年 | 1999年 | 2004年 | 2014年 |
| ------ | ------ | ------ | ------ | ------ | ------ | ------ | ------ |
| 219    | 179    | 147    | 122    | 95     | 81     | 85     | 151    |

参照元:1962年から1999年までは複数コミューンに住所登録をする者の重複分を除いたもの。それ以降は当該コミューンの人口統計によるもの。1999年までEHESS/Cassini、2006年以降INSEE。

## 経済
コミューンは、ヴァランセ・チーズの製造と熟成に使用される生乳の生産地域に入っている。ベリー地方特産の緑レンズマメの栽培文化を持つ。